# Resolució 1281 del Consell de Seguretat de les Nacions Unides
La Resolució 1281 del Consell de Seguretat de les Nacions Unides fou adoptada per unanimitat el 10 de desembre de 1999. Després de recordar totes les anteriors resolucions sobre Iraq, incloses les resolucions 986 (1995), 1111 (1997), 1129 (1997), 1143 (1997), 1153 (1998), 1158 (1998), 1175 (1998), 1210 (1998), 1242 (1999), 1266 (1999), 1275 (1999) i 1280 (1999) referides al Programa Petroli per Aliments, el Consell va ampliar les disposicions relatives a l'exportació de petroli i productes petrolífers iraquians suficients per produir petroli per uns 5.256 milions de dòlars americans en 180 dies més.
El Consell de Seguretat era convençut de la necessitat d'una mesura temporal per proporcionar assistència humanitària al poble iraquià fins que el Govern de l'Iraq compleixi les disposicions de la Resolució 687 (1991) i hagués distribuït l'ajuda a tot el país per igual.
Actuant sota el Capítol VII de la Carta de les Nacions Unides, el Consell va ampliar el Programa Petroli per Aliments per un període addicional de sis mesos que començava a les 00:01 EDT el 12 de desembre de 1999 amb les disposicions de la Resolució 1153 que resten vigents. El Consell va mantenir la quantitat màxima de petroli que Iraq podria exportar en 5.256 milions de dòlars dels EUA.
Finalment, es va demanar al secretari general Kofi Annan que informés al Consell abans del 15 de gener de 2000 sobre si l'Iraq podria produir el valor de petroli de 5.256 milions de dòlars EUA per exportar i presentar una llista detallada dels equips que els països estaven proporcionant per ajudar a l'Iraq a augmentar les exportacions per finançar l'ajuda humanitària. També es va instruir a millorar el procés d'observació a l'Iraq per garantir que l'ajuda es distribuís per igual entre tots els segments de la població i que tot l'equip s'utilitzés com s'havia autoritzat.